# 134 (число)
134 (Сто три́дцять чоти́ри) — натуральне число між  133 та  135.
- 134 день в році — 14 травня (у високосний рік — 13 травня)

## У математиці
- 134 — є  парним складеним тризначним числом.
- Сума цифр цього числа — 8
- Добуток цифр цього числа — 12
- Квадрат числа 134 — 17 956
- 45-те напівпросте число [1]

## В інших областях
- 134 рік.
- 134 до н. е.
- NGC 134 — галактика в сузір'ї  Скульптор.
- Найдовший у світі термометр, що знаходиться в Каліфорнії, має довжину 134 футів.
- Ту-134 — радянський пасажирський літак для авіаліній малої і середньої протяжності, конструктора Туполєва.